# Młodzieżowe Indywidualne Mistrzostwa Polski na Żużlu 1973
Młodzieżowe Indywidualne Mistrzostwa Polski na Żużlu 1973 – zawody żużlowe, których  celem było wyłonienie medalistów młodzieżowych indywidualnych mistrzostw Polski w sezonie 1973. Rozegrano dwa turnieje półfinałowe oraz finał, w którym zwyciężył Zbigniew Filipiak.

## Finał
- Zielona Góra, 29 września 1973

| Msc. | Zawodnik            | Klub           | Pkt |             |  |
| ---- | ------------------- | -------------- | --- | ----------- |  |
| 1    | Zbigniew Filipiak   | Zielona Góra   | 14  | (3,3,2,3,3) |  |
| 2    | Franciszek Stach    | Opole          | 13  | (3,3,3,2,2) |  |
| 3    | Andrzej Jurczyński  | Częstochowa    | 11  | (3,3,1,3,1) |  |
| 4    | Marian Wardzała     | Tarnów         | 10  | (3,1,3,3,w) |  |
| 5    | Jerzy Rembas        | Gorzów Wlkp.   | 9   | (u,1,2,3,3) |  |
| 6    | Roman Janczuro      | Toruń          | 9   | (1,2,3,2,1) |  |
| 7    | Jacek Goerlitz      | Świętochłowice | 8   | (2,1,w,2,3) |  |
| 8    | Kazimierz Bury      | Świętochłowice | 7   | (2,2,3,u,–) |  |
| 9    | Marian Witelus      | Opole          | 7   | (2,1,2,2,0) |  |
| 10   | Mieczysław Woźniak  | Gorzów Wlkp.   | 7   | (2,2,1,1,1) |  |
| 11   | rez. Jan Gągolewicz | Gdańsk         | 6   | (1,0,2,0,3) |  |
| 12   | Czesław Goszczyński | Częstochowa    | 5   | (0,3,0,0,2) |  |
| 13   | Zbigniew Studziński | Lublin         | 4   | (w,2,0,–,2) |  |
| 14   | Andrzej Zagórski    | Gdańsk         | 4   | (u,0,1,1,2) |  |
| 15   | Janusz Gos          | Opole          | 4   | (1,0,1,1,1) |  |
| 16   | Jerzy Kowalczyk     | Częstochowa    | 1   | (u,d,0,1,d) |  |
| 17   | Jerzy Moryto        | Toruń          | 0   | (u/ns)      |  |